# The “Civil War” EP
The “Civil War” EP — третий мини-альбом группы Guns N’ Roses, изданный в 1993 году. Получил название в честь одноимённой песни. Альбом включает песни из Use Your Illusion I и Use Your Illusion II, а также эксклюзивное интервью Слэша.

## Оформление
Передняя обложка диска полностью чёрная. Задняя помимо названия группы и диска содержит уникальный для каждой копии номер. Буклет включает в себя рекламу концерта Guns N’ Roses в Милтон-Кинс, Англия и анонс видео на песню «Garden of Eden».

## Список композиций
| №  | Название                         | Автор(ы)                       | Длительность |
| -- | -------------------------------- | ------------------------------ | ------------ |
| 1. | «Civil War»                      | Эксл Роуз, Слэш, Дафф МакКаган | 7:36         |
| 2. | «Garden of Eden»                 | Слэш, Роуз                     | 2:36         |
| 3. | «Dead Horse»                     | Роуз                           | 4:11         |
| 4. | «Exclusive Interview with Slash» | Слэш (интервью)                | 7:12         |

| №  | Название                         | Автор(ы)             | Длительность |
| -- | -------------------------------- | -------------------- | ------------ |
| 1. | «Civil War»                      | Роуз, Слэш, МакКаган | 7:36         |
| 2. | «Garden of Eden»                 | Роуз, Слэш           | 2:36         |
| 3. | «Exclusive Interview with Slash» | Слэш (интервью)      | 7:21         |

| №  | Название                         | Автор(ы)              | Длительность |
| -- | -------------------------------- | --------------------- | ------------ |
| 1. | «Civil War»                      | Роуз, Слэш, МакКаган  | 7:36         |
| 2. | «Don't Damn Me»                  | Роуз, Слэш, Дэйв Ланк | 5:12         |
| 3. | «Back Off Bitch»                 | Роуз, Пол Тобиас      | 4:57         |
| 4. | «Exclusive Interview with Slash» | Слэш (интервью)       | 7:21         |

## Музыканты
| Guns N’ Roses - Эксл Роуз — вокал, свист в «Civil War», звуковые эффекты в «Garden of Eden» - Иззи Стрэдлин — ритм-гитара, бэк-вокал - Слэш — соло-гитара - Дафф МакКаган — бас-гитара, бэк-вокал - Диззи Рид — рояль, бэк-вокал - Мэтт Сорум — барабаны, перкуссия | Гости - Стивен Адлер — ударные в «Civil War» - Иоганн Лангли — синтезатор в «Garden of Eden» - Майк Клинк — щелчки в «Dead Horse», продюсирование - Билл Прайс — сведение - Джордж Марино — мастеринг |